# Sojuz TM-18
Sojuz TM-18 je označení ruské kosmické lodi, ve které odstartovala mise ke ruské kosmické stanici Mir. Byla to 18. expedice k Miru.

## Posádka

### Startovali
- Viktor Afanasjev (2)
- Jurij Usačov (1)
- Valerij Poljakov (2)

### Přistáli
- Viktor Afanasjev (2)
- Jurij Usačov (1)

V závorkách je uveden dosavadní počet letů do vesmíru včetně této mise.